# Чешуерылый трематом
Чешуеры́лый тремато́м (лат. Pseudotrematomus lepidorhinus) — морская, антарктическая, донная рыба из семейства нототениевых (Nototheniidae) подотряда нототениевидных (Notothenioidei) отряда окунеобразных (Perciformes). Входит в состав подсемейства Трематомины (Trematominae).
Впервые вид был описан как Notothenia lepidorhinus в 1911 году немецким ихтиологом П. Паппенгеймом (нем. P. Pappenheim) по голотипу, пойманному у Земли Вильгельма II в море Дейвиса.
Донно-придонный, эврибатный, циркумполярно-антарктический вид, обитающий в высокоширотной зоне Антарктики на глубинах 80—800 м. Рыба среднего размера, достигающая 31 см общей длины. Согласно схеме зоогеографического районирования по донным рыбам Антарктики, предложенной А. П. Андрияшевым и А. В. Нееловым, ареал вида находится в границах восточноантарктической и западноантарктической провинций гляциальной подобласти Антарктической области.
Может встречаться в уловах донных тралов на относительно мелководном и углублённом шельфе, а также, вероятно, в верхней части континентального склона Антарктиды.

## Характеристика чешуерылого трематома
В первом спинном плавнике 5—6 гибких колючих лучей, во втором спинном плавнике 31—34 членистых лучей, в анальном плавнике 34—37 членистых лучей (на 2—4 луча больше, чем во втором спинном плавнике), в грудном плавнике 26—30 лучей; лучей жаберной перепонки 6—7; общее число тычинок во внешнем ряду первой жаберной дуги 22—26, из них в нижней части — 13—18, в верхней части — 8—9 жаберных тычинок; поперечных рядов чешуй на теле 61—70; число трубчатых чешуй в дорсальной боковой линии 39—49; медиальная боковая линия относительно длинная, насчитывает 18—30 трубчатых чешуй; общее число позвонков 51—52, из них туловищных 15—16 и хвостовых 36—37.
Тело покрыто главным образом ктеноидной чешуёй; циклоидная чешуя покрывает брюхо, грудь перед грудными плавниками и лучи жаберной перепонки. Верх головы полностью покрыт чешуёй, включая переднюю часть рыла; нижняя челюсть голая.
Тело удлинённое, умеренно сжатое с боков, невысокое; его высота составляет около 18—25 % стандартной длины тела. Голова умеренная в длину, около 27—29 % стандартной длины. Рот конечный. Верхняя челюсть выдвижная, её длина составляет 36—43 % длины головы. Глаз большой, 27—33 % длины головы. Межглазничное пространство относительно узкое, 18—21 % длины головы.
Общая окраска тела у живых рыб голубовато-серая, со слегка желтоватыми жаберной крышкой и областью оснований грудных плавников. У фиксированных в формалине и спирте рыб на боках туловища имеются 6 поперечных тёмных полос, сужающихся в нижней части. Первый спинной плавник черноватый, второй спинной плавник с узкими косыми тёмными полосами; анальный плавник светлый, темнеющий в задней части. Остальные плавники светлые. У некоторых рыб все плавники могут быть светлыми, без тёмной пигментации. Ротовая и жаберная полости чёрные.

## Распространение и батиметрическое распределение
Распространён циркумполярно на мелководном и углублённом шельфе окраинных морей Антарктиды, за исключением Антарктического полуострова. Отмечен также у Южных Оркнейских островов. Встречается в довольно широком диапазоне глубин от 80 до 800 м и глубже.

## Размеры
Рыба среднего размера, не превышающего 31 см общей длины.

## Образ жизни
Донный и в значительной мере придонно-пелагический вид, поднимающийся в толщу воды в поисках пищи.
В питании в море Росса доминируют амфиподы (около 80 %), прежде всего пелагические гиперииды Parathemisto gaudichaudi. В море Уэдделла в желудках отмечено большое количество амфипод, а также полихеты и мизиды; у мелких рыб — копеподы.
Нерест в море Уэдделла происходит осенью.

## Систематика
Чешуерылый трематом вместе с другими трематомами часто продолжает рассматриваться в составе традиционно принимаемого объёма рода Trematomus, как Trematomus lepidorhinus. Вместе с тем, согласно последней ревизии подсемейства Trematominae, все виды трематомов, за исключением единственного вида трематома-гонца (Trematomus newnesi) — типового вида рода, оставленного в роде Trematomus, помещены в новый род Pseudotrematomus.